# 小行星4875
小行星4875（英語：4875 Ingalls）是一颗围绕太阳公转的小行星。1991年2月19日，串田嘉男、R. Kushida在八之岳发现了此天体。
这颗小行星的绝对星等为158.98869等。